# Puente de Kochertal
El puente de Kochertal (en alemán: Kochertalbrücke, literalmente, 'puente del valle del Kocher') es un puente viga situado cerca de Schwäbisch Hall en Alemania, que sirve de paso de la Autopista 6 sobre el valle del río Kocher entre las localidades de Heilbronn y Núremberg. Con su altura máxima de 185 m es el viaducto más alto del país y a la vez uno de los más altos del mundo.
Las ocho vigas de hormigón pretensado del puente cubren una distancia de 1.128 m, donde los vanos individuales exteriores tienen una longitud de 81 m y los siete centrales 138 m. La altura de los pilares varía entre 40 m y 178 m, mientras que la anchura del puente es de 31 m. El puente se construyó entre 1976 y 1979.
Un museo en la localidad de Geislingen am Kocher bajo el puente (de visitas concertadas) no sólo trata la historia del puente, sino que también exhibe fósiles de dinosaurios que se encontraron durante la construcción.